# Contumazá
Contumazá es una ciudad capital del distrito y provincia homónimos, ubicada en el departamento de Cajamarca, en el Perú. Según el censo de 2007, cuenta con 3221 habitantes. En el virreinato del Perú, Contumazá era un lugar de descanso para los españoles que se dirigían de Trujillo a la ciudad de Cajamarca y viceversa. Antes de la llegada de los españoles, Contumazá era un Tambo (edificación incaica).

## Clima
| Parámetros climáticos promedio de Contumazá | Parámetros climáticos promedio de Contumazá | Parámetros climáticos promedio de Contumazá | Parámetros climáticos promedio de Contumazá | Parámetros climáticos promedio de Contumazá | Parámetros climáticos promedio de Contumazá | Parámetros climáticos promedio de Contumazá | Parámetros climáticos promedio de Contumazá | Parámetros climáticos promedio de Contumazá | Parámetros climáticos promedio de Contumazá | Parámetros climáticos promedio de Contumazá | Parámetros climáticos promedio de Contumazá | Parámetros climáticos promedio de Contumazá | Parámetros climáticos promedio de Contumazá |
| Mes                                         | Ene.                                        | Feb.                                        | Mar.                                        | Abr.                                        | May.                                        | Jun.                                        | Jul.                                        | Ago.                                        | Sep.                                        | Oct.                                        | Nov.                                        | Dic.                                        | Anual                                       |
| ------------------------------------------- | ------------------------------------------- | ------------------------------------------- | ------------------------------------------- | ------------------------------------------- | ------------------------------------------- | ------------------------------------------- | ------------------------------------------- | ------------------------------------------- | ------------------------------------------- | ------------------------------------------- | ------------------------------------------- | ------------------------------------------- | ------------------------------------------- |
| Temp. máx. media (°C)                       | 21.2                                        | 20.4                                        | 20.5                                        | 20.2                                        | 20.8                                        | 20.9                                        | 20.7                                        | 20.5                                        | 20.5                                        | 20.6                                        | 20.9                                        | 21                                          | 20.7                                        |
| Temp. media (°C)                            | 14.4                                        | 13.7                                        | 13.7                                        | 13.5                                        | 12.7                                        | 11.8                                        | 11.7                                        | 11.9                                        | 12.4                                        | 13.2                                        | 13.2                                        | 13.4                                        | 13                                          |
| Temp. mín. media (°C)                       | 7.6                                         | 7.1                                         | 7                                           | 6.8                                         | 4.6                                         | 2.7                                         | 2.8                                         | 3.4                                         | 4.4                                         | 5.9                                         | 5.5                                         | 5.8                                         | 5.3                                         |
| Fuente: climate-data.org                    |                                             |                                             |                                             |                                             |                                             |                                             |                                             |                                             |                                             |                                             |                                             |                                             |                                             |

## Contumacino destacado
- José Felipe Alva y Alva. Abogado y político, padre de Javier Alva Orlandini. Fue magistrado, vocal suplente de la Corte Superior de Justicia de La Libertad, Vocal Suplente de la Corte Superior de Justicia de Cajamarca, senador por Cajamarca, y decano del colegio de abogados de Trujillo.[2]